# Rennellia
Rennellia es un género con ocho especies de plantas con flores perteneciente a la familia de las rubiáceas.
Es nativo de Indochina y Malasia.

## Especies
- Rennellia amoena (Bremek.) J.T.Johanss. (1989).
- Rennellia borneensis Baill. (1879).
- Rennellia elliptica Korth. (1851).
- Rennellia elongata (King & Gamble) Ridl. (1940).
- Rennellia microcephala (Ridl.) K.M.Wong (1989).
- Rennellia morindiformis (Korth.) Ridl. (1940).
- Rennellia paniculata King & Gamble (1904).
- Rennellia speciosa (Wall. ex Kurz) Hook.f. (1880).